# Aleksandr Orłow (dyplomata)
Aleksandr Leonidowicz Orłow (ros. Александр Леонидович Орлов, ur. 1907, zm. 3 lipca 1969 w Kopenhadze) – radziecki polityk, dyplomata, działacz partyjny.

## Życiorys
Od 1928 członek WKP(b), od 1938 był I sekretarzem rejonowego komitetu WKP(b) w Moskwie, później do listopada 1944 pełnomocnikiem Komisji Kontroli Partyjnej przy KC WKP(b). Od listopada 1944 do grudnia 1946 I sekretarz Stawropolskiego Krajowego Komitetu WKP(b), od listopada 1946 do 1947 słuchacz Wyższej Szkoły Partyjnej przy KC WKP(b), 1947-1949 aspirant Akademii Nauk Społecznych przy KC WKP(b). Od 1949 członek Komisji Polityki Zagranicznej przy KC WKP(b), 1952-1954 szef Wydziału Informacji Najwyższego Komisariatu ZSRR w Niemczech, 1954-1956 radca-poseł Ambasady ZSRR w NRD, 1954-1956 zastępca Najwyższego Komisarza ZSRR w Niemczech. Od 1956 do lipca 1959 kierownik Wydziału Kadr Dyplomatycznych i Organów Handlu Zagranicznego KC KPZR, od lipca 1959 do listopada 1968 zastępca ministra spraw zagranicznych ZSRR ds. kadr, od 16 listopada 1968 ambasador nadzwyczajny i pełnomocny ZSRR w Danii, 3 lipca 1969 zmarł na placówce.